# تپه‌هایی بی‌نام (فیلم ۲۰۱۸)
تپه‌هایی بی‌نام (به انگلیسی: Hills Without Names) فیلمی به کارگردانی هلال بایداروف محصول سال ۲۰۱۸ است.

## داستان
«آواره» پس از سال‌ها به سرزمین خود بازمی‌گردد تا دوباره «صدا» را بشنود؛ صدایی که تنها در آن‌جا به گوش می‌رسد.

## جشنواره جهانی فیلم فجر
این فیلم در بخش جلوه‌گاه شرق سی و هفتمین جشنواره جهانی فیلم فجر حضور داشت. این جشنواره از ۲۹ فروردین تا ۶ اردیبهشت ۱۳۹۸ در شهر تهران برگزار شد.